# Buti Joseph Tlhagale
Buti Joseph Tlhagale OMI (Randfontein, Transvaal, África do Sul, 26 de dezembro de 1947) é Arcebispo de Joanesburgo.
Buti Joseph Tlhagale ingressou na ordem religiosa dos Oblatos de Hünfeld e fez sua profissão em 1967. O Arcebispo de Bloemfontein, Peter Fanyana John Butelezi OMI, ordenou-o sacerdote em 29 de agosto de 1976.
Em 2 de janeiro de 1999, o Papa João Paulo II o nomeou Arcebispo de Bloemfontein. A consagração episcopal doou-lhe o Arcebispo Emérito de Durban, Denis Eugene Hurley OMI, em 10 de abril do mesmo ano; Os co-consagradores foram Louis Ncamiso Ndlovu OSM, Bispo de Manzini, e Reginald Joseph Orsmond, Bispo de Joanesburgo.
Em 8 de abril de 2003 foi nomeado arcebispo ad personam de Joanesburgo e tomou posse em 29 de junho do mesmo ano. Com a elevação à Arquidiocese em 5 de junho de 2007, foi nomeado Arcebispo de Joanesburgo.
Foi nomeado consultor da Congregação para Evangelização dos Povos
Em 26 de abril de 2013, o Papa Francisco também o nomeou Administrador Apostólico da diocese de Klerksdorp.
Em 28 de outubro de 2024, o Papa Francisco aceitou sua renúncia ao cargo de Arcebispo de Joanesburgo e nomeou o Cardeal Stephen Brislin como seu sucessor.